# Dioscorea pyrifolia
Dioscorea pyrifolia är en enhjärtbladig växtart som beskrevs av Carl Sigismund Kunth. Dioscorea pyrifolia ingår i släktet Dioscorea och familjen Dioscoreaceae. Inga underarter finns listade i Catalogue of Life.